# Евгеньев, Дмитрий Владимирович
Дмитрий Владимирович Евгеньев (род. 7 сентября 2001, Москва) — российский фигурист, выступающий в парном катании. Со своей партнёршей Анастасией Мухортовой — победитель финала Кубка России (2022), победитель и призёр этапов Гран-при среди юниоров, бронзовый призёр первенства России среди юниоров (2021). Мастер спорта России (2022).

## Биография
Начал заниматься фигурным катанием в 2006 году. Несколько лет соревновался в одиночном катании. До сезона 2016/2017 тренировался в СШОР «Москвич» в группе Виктории Буцаевой. Затем непродолжительное время занимался в ЦСКА, в группе Сергея Давыдова. Под руководством Давыдова спортсмен освоил тройной аксель и отобрался на первенство России среди юниоров.
После ухода из группы Давыдова был приглашён для занятий парным катанием в спортшколу «Вдохновение» Нины Мозер, в группу тренера Филиппа Тарасова. Спустя полгода встал в пару с Анастасией Мухортовой.
В 2021 году Мухортова и Евгеньев стали бронзовыми призёрами первенства России среди юниоров.

### Сезон 2021—2022
В том же году пара дебютировала на международных соревнованиях. Мухортова и Евгеньев выиграли этап Гран-при среди юниоров в Кошице, несмотря на незасчитанное вращение в произвольной программе. На следующем этапе в Линце пара заняла 2 место и вышла в финал серии, который позже был отменён из-за пандемии COVID-19.
В декабре 2021 года заняли 10 место на взрослом чемпионате России в Санкт-Петербурге, месяц спустя стали четвёртыми на первенстве России среди юниоров, прошедшем в Саранске. В феврале 2022 года стали победителями финала Кубка России с результатом 202,98 балла.

### Сезон 2022—2023
Осенью 2022 года пара участвовала в этапах Гран-при (Кубка) России в Сочи и Перми, где заняла 2 и 3 места соответственно. На прошедшем в Красноярске чемпионате России стали 8-ми, усложнив программы. В феврале 2023 года заняли 7 место в финале кубка с результатом 201,58.

### Сезон 2023—2024
В 2023 году группа Филиппа Тарасова стала работать в спортивной школе Этери Тутберидзе. Мухортова и Евгеньев участвовали в этапах Кубка России в Казани и Москве, где заняли соответственно 4 и 7 места. На чемпионате России того же сезона стали 6-ми с суммой баллов 205,87.

### Сезон 2024—2025
Перед началом сезона основным тренером пары стал чемпион мира Алексей Тихонов, при этом спортсмены продолжили сотрудничество с Филиппом Тарасовым и Дмитрием Зобниным.
Пара участвовала в этапах Кубка России в Магнитогорске и в Красноярске, где оба раза занимала 2 место. На чемпионате России в Омске и в финале Гран-при (Кубка) в Красноярске оба раза спортсмены занимали 4 место.

## Стиль катания
Сильной стороной пары Мухортовой и Евгеньева тренер Филипп Тарасов называет владение коньком и его грамотное использование. Катание спортсменов он характеризует как напористое, отмечает умение «идти в атаку». По словам специалиста, партнёрам необходимо больше работать над взаимодействием друг с другом при выполнении элементов, при этом он отметил их прогресс в данном направлении.

## Спортивные результаты
С Анастасией Мухортовой
| Соревнование                        | 20/21        | 21/22        | 22/23        | 23/24        | 24/25        |
| Национальные                        | Национальные | Национальные | Национальные | Национальные | Национальные |
| ----------------------------------- | ------------ | ------------ | ------------ | ------------ | ------------ |
| Чемпионат России                    |              | 10           | 8            | 6            | 4            |
| Первенство России среди юниоров     | 3            | 4            |              |              |              |
| Финал Кубка России                  | 2 юн.        | 1            | 7            |              | 4            |
| Этапы Кубка России. I этап          |              |              |              |              | 2            |
| Этапы Кубка России. II этап         |              |              | 2            |              |              |
| Этапы Кубка России. III этап        |              |              |              |              | 2            |
| Этапы Кубка России. IV этап         |              |              |              | 4            |              |
| Этапы Кубка России. VI этап         |              |              | 3            | 7            |              |
| Международные среди юниоров         |              |              |              |              |              |
| Финал юниорского Гран-при           |              | C            |              |              |              |
| Этапы юниорского Гран-при. Словакия |              | 1            |              |              |              |
| Этапы юниорского Гран-при. Австрия  |              | 2            |              |              |              |
| Мемориал Дениса Тена                |              | 2            |              |              |              |